# Nokia
 Denne artikel omhandler virksomheden Nokia. For byen Nokia, se Nokia (by).
Nokia (NASDAQ OMX: NOK1V, NYSE: NOK) er en finsk virksomhed, som er blandt verdens største producenter af mobilt telekommunikationsudstyr. Virksomheden var i 2007 verdens største producent af mobiltelefoner med en markedsandel på over 50 %, men efter en voldsom nedgang i selskabets omsætning og store tab af markedsandele frasolgtes mobiltelefon-divisionen (Nokia Devices) i april 2014 til Microsoft, der har fortsat aktiviteterne i selskabet Microsoft Mobile.
Nokia er opkaldt efter byen Nokia i Finland, hvor virksomheden blev grundlagt. Virksomheden grundlagdes som papirfabrik i 1869. I 1898 begyndte en produktion af gummi-produkter i form af gummistøvler og bildæk. I dag producerer virksomheden udelukkende telekommunikationsudstyr, overvågningsudstyr, tv, paraboler mv.
Nokias omsætning i 2006 var 41 milliarder euro, hvilket er mere end Finlands statsbudget. Nokia tegner sig for en tredjedel af markedsværdien af aktierne noteret på Helsinki Børs.
Nokias markedsandel for mobiltelefoner er styrtdykket gennem de seneste år fra ca. 50 % i 2007 til blot 3 % i 2013.
Nokia har i dag hovedsæde i Espoo tæt ved Helsinki.

## Historie
Den 3. maj 1862 var Fredrik Idestam på uddannelsesrejse i Tyskland, hvor han havde fået indblik i en ny måde at udvinde pulp/papirmasse, noget som nogen nok ville kalde industrispion, men han brugte efterfølgende teknikken til producere bl.a. toiletpapir, da han startede sit første træsliberi i 1865 i Tammerfors tæt ved Tammerfossen. I 1867-68 byggede han et betydelig større anlæg i den lille landsby Nokia ved floden Nokianvirta. I perioden 1918-1922 blev store dele af Nokia opkøbt af gummifabrikken Suomen Gummitehdas oy (finska gummi AB - 1898), der i samme periode også opkøbte Suomen Kaapelitehdas oy (finska kable fabrik AB -1912), et finsk kabelselskab.

### Fusion
Tilhængerne af en fusion mente, at det ville medføre en økonomisk gevinst, lettere overtagelse af andre firmaer, bedre R&D- og leverandørforhold. Grundet konflikter mellem de to største banker i Finland, som var hovedinvestorer i henholdsvis gummi- og papirafdelingerne, blev en acceptabel løsning ikke fundet før 1966. Her fik hver bank lige store andele af aktierne og dermed lige stor indflydelse. Björn Westerlund, direktøren for kabeldivisionen, blev direktør for det nye selskab, der fik navnet Nokia Group. Med fusionen bestod Nokia Group af fire divisioner: gummi, kabel, papir og elektronik.

### Elektronik-revolutionen
I 1960’erne oprettede Nokia en lille elektronik-afdeling under kabelafdelingen. I 1963 kom de første radiotelefoner fra den lille elektronik-afdeling på markedet, men først i 1980’erne begyndte afdelingen for alvor at give indtægter, der kunne mærkes i det samlede regnskab. Nokia indgik samarbejde med Salora (opkøbt i 1984) og Joint venture-selskabet Mobira i 1979, der producerede biltelefoner. Nokia samarbejdede endvidere med Telefenno (1977) og Televa om salget af de nye digital telefoncentraler.
I 1982 åbenede NMT-netværket i Finland, der over den kommende årrække blev udbygget til flere nordisk lande. Dette medførte, at Nokia øgede omsætningen primært fordi, de solgte en af markedets eneste digitale telefoncentral (DX-200) og biltelefoner på daværende tidspunkt.
I 1986 blev elektronik Nokias største forretningsområde. Adm. dir. Kari Kairamo var opsat på at gøre Nokia mere international. I 1987 var Nokia den tredjestørste producent af TV i Europa. Forretningsområdet blev udvidet via mange opkøb, også på dataområdet, og samtidig fordobledes antallet af ansatte hos Nokia til 44.000. Men markedet var præget af stor konkurrence og en vis mættehed, og derfor genererede Tv og data-afdelingen ikke det overskud, som Nokia havde forventet.
I 1988 ændrede Nokias mobiltelefonen navn fra Nokia-mobira til Nokia. I 1991 solgte Nokia sin data-afdeling til ICL, et datterselskab af Fujitsu, og i 1992 lukkede 4 ud af de 6 tv-fabrikker. I 1996 købte Semi-Tech hele Nokias tv-afdeling bortset fra faciliteterne i Åbo, der fremstillignede komponenter til multimedier. Hele tv-eventyret kom til at koste Nokia 10 mia. kr. Til gengæld oplevede Nokia et boom i 1990'erne med GSM-teknologiens fremgang, der fik salget af mobiltelefoner til at stige voldsomt.

### Mobiltelefoner (1990-2013)
Op igennem 1990'erne blev mobiltelefonerne mindre og betydeligt mere lommevenlige. I slutningen af 1990'erne blev især mobiltelefonerne 3310 og 3320 meget populære blandt den almindelige forbruger, og i 2003 kom den første almindelige mobiltelefon med farveskærm, 3200-modellen på markedet. Herefter gik udviklingen mod jo flere megapixel og bedre kamera, og der eksperimenteredes med den nye teknologier WAP, 3G, tv, GPS og trykfølsom skærm i forskellige modeller som N92 (TV), 770 og internet tablets (touch). I 2006 kom deres flagskib N95 på markedet, og den blev en stor succes.
Nokia blev imidlertid presset af konkurrenternes udvikling af smartphones som Apple,HTC og Android omkring 2007-2010, der havde et større og mere understøtte app miljø , der gjorde Symbian mindre relevant, Der var dog forsøg på at lave en mere tidssvarende OS, der hed Meego i samarbejdet med Intel, annonceret feb. 2010
Den øgede konkurrence førte til, at Nokia indgik et strategisk samarbejde med Microsoft, der indebar, at Microsoft købte en del af Nokia, ligesom Nokia opgav sit eget styringssystem og i stedet anvendte Microsofts Windows Mobile. Den 2. september 2013 offentliggjorde Microsoft et tilbud om at erhverve Nokias mobiltelefondivision for en pris på ca. 40,5 mia. danske kroner. I april 2014 overførtes mobiltelefon-divisionen til det nye selskab Microsoft Mobile. Den tidligere direktør Stephen Elop fik et vederlag på €18.8 mio. for at gennemføre handlen 
I maj 2016 solgte Microsoft Nokia branding rettigheder til HMD Global og kontraktproducenten Foxconn for 350 mio. $.

### Nokia - Rajeev Suri
Efter frasalget i 2014 af mobilafdelingen, flyttede den tidligere direktør, Stephen Elop med, og i 2014 maj blev Rajeev Suri nye direktør for Nokia. I årsrapporten for 2014 er der fire overordnede strategiske punkter.
1. Fremskyndelse af førerpositionen inden radio/LTE/5G(Accelerating leadership in radio)
2. Vækst af professionelle tjenster som NFV (Growing professional services)
3. At vinde i forbindelse med overgang af teknologi til Telco Cloud (Winning in technology transition to the Telco Cloud)
4. Finde muligheder i "Internet of things" og i dataanalyse (Targeting the opportunities in Internet of Things and data analytics)

### Køb af Alcatel-Lucent
Nokia offentliggjorde i april 2015, at man var i dialog med den multinationale virksomhed, Alcatel-Lucent - der producerede telekommunikationsløsninger - med henblik på at erhverve selskabet. Senere på måneden overtog Nokia Alcatel-Lucent for 15,6 mia. euro.

## Computere
I 1971 begyndt Nokia selv at udvikle computere, som blev solgt til finske banker og forretninger til at styre kasseapparater. Senere udviklede Nokia Mikro Mikko, en kontorcomputer, som blev en stor salgssucces i 1980’erne. I 1988 opkøbte man Ericsson Information Systems i et forsøg på at erobre mere af markedet, men da det ikke lykkedes, valgte man at sælge afdelingen til ICL-Fujitsu i 1991.

## Mobiltelefoner
Denne liste er ufuldstændig; hjælp gerne med at udfylde den.

### Relancering i 2017
Nokia 3310, 2017-modellen

### Nyeste serie
- Nokia 1
- Nokia 2
- Nokia 3
- Nokia 4
- Nokia 5
- Nokia 6
- Nokia 7
- Nokia 8
- Nokia 9
- Nokia 10

### Første serie
- Nokia 1100
- Nokia 1110
- Nokia 1110i
- Nokia 1112
- Nokia 1200
- Nokia 1208
- Nokia 1209
- Nokia 2010
- Nokia 2110i
- Nokia 2600
- Nokia 2610
- Nokia 2760
- Nokia 3110
- Nokia 3210
- Nokia 3220 (en)
- Nokia 3310
- Nokia 3330
- Nokia 3410
- Nokia 3510
- Nokia 3510i
- Nokia 5140i
- Nokia 5310
- Nokia 5310i
- Nokia 5800
- Nokia 5110
- Nokia 6131
- Nokia 6210
- Nokia 6220
- Nokia 6230
- Nokia 6230i
- Nokia 6233
- Nokia 6310
- Nokia 6310i
- Nokia 6500 Classic
- Nokia 6600 fold
- Nokia 6610
- Nokia 6700 Classic
- Nokia 7210 Supernova
- Nokia 7280
- Nokia 7360
- Nokia 7380
- Nokia 8800
- Nokia 8800 sirocco
- Nokia 9000 Communicator
- Nokia 9300 Communicator
- Nokia 9300i Communicator
- Nokia 9500 Communicator

00-serien
- Nokia 100
- Nokia 101
- Nokia 105
- Nokia 109
- Nokia 112
- Nokia 113
- Nokia 301
- Nokia pureview 808

N-serien
- Nokia N73
- Nokia N79
- Nokia N95
- Nokia N95 8GB
- Nokia N96
- Nokia N97
- Nokia N97 MINI
- Nokia N8

X-serien
Hele serien har OS Symbian, men serien slog ikke for alvor igennem på det danske marked.
- Nokia X1
- Nokia X1-01
- Nokia X2
- Nokia X2-01
- Nokia X2-02
- Nokia X2-03
- Nokia X3
- Nokia X3-01
- Nokia X3-02
- Nokia X5
- Nokia X5-01
- Nokia X6
- Nokia X7

Lumia
Lumia-serien har nogle få fællestræk som dens OS, der er Windows Phone og dens cover-design skift og touchbetjening. Hovedformålet med serien er at vinde markedsandele på markedet for smartphones, som har overtaget en stor del af Nokias tidligere markeder.
- Serie 1 (Windows Phone 7)
  - Nokia Lumia 610
  - Nokia Lumia 710
  - Nokia Lumia 800
  - Nokia Lumia 900

- Serie 2 (windows Phone 8)
  - Nokia Lumia 520
  - Nokia Lumia 620
  - Nokia Lumia 720
  - Nokia Lumia 820
    - Nokia Lumia 822

  - Nokia Lumia 920

- Serie 3 (Windows-phone 8 med Amber-opdatering[11]/)
  - Nokia Lumia 625
  - Nokia Lumia 925
  - Nokia Lumia 1020
  - Nokia Lumia 1320

Asha
Asha er designet til det indiske/asiatiske marked, og derfor er det en forholdsvis billig mobil.
- Asha 202
- Asha 203
- Asha 205
- Asha 206
- Asha 300
- Asha 301
- Asha 302
- Asha 303
- Asha 305
- Asha 306
- Asha 308
- Asha 309
- Asha 310
- Asha 311

Bærbare
- Nokia Booklet 3G

Tablets
- Nokia 770 Internet Tablet (Nokia Sputnik)
- Nokia Lumia 2520 (2013)

## Administrerende direktør
- 1967 Björn Westerlund
- 1977 Kari Kairamo
- 1988 Simo Vuorilehto
- 1992 Jorma Ollila
- 2006 Olli-Pekka Kallasvuo
- 2010 Stephen Elop
- 2014 Rajeev Suri
- 2020 Pekka Lundmark